# Inn (district)
Het district Inn (Reto-Romaans: District da l'En; Duits: Bezirk Inn; Italiaans: Distretto dell'Inn) is een bestuurlijke eenheid binnen het kanton Graubünden. Het district heeft een oppervlakte van 1196,77 km² en heeft 9536 inwoners (eind 2013)
Tot het district behoren per 1 januari 2015 na een reeks gemeentefusies nog vijf gemeenten: Samnaun, Scuol, Val Müstair, Valsot en Zernez.
Op 1 januari 2017 veranderde de naam van het district naar het Reto-Romaanse Engiadina Bassa/Val Müstair (Duits: Unterengadin/Münstertal).
Albula · Bernina · Hinterrhein · Imboden · Inn · Landquart · Maloja · Moësa · Plessur · Prättigau/Davos · Surselva